# North Carolina General Assembly

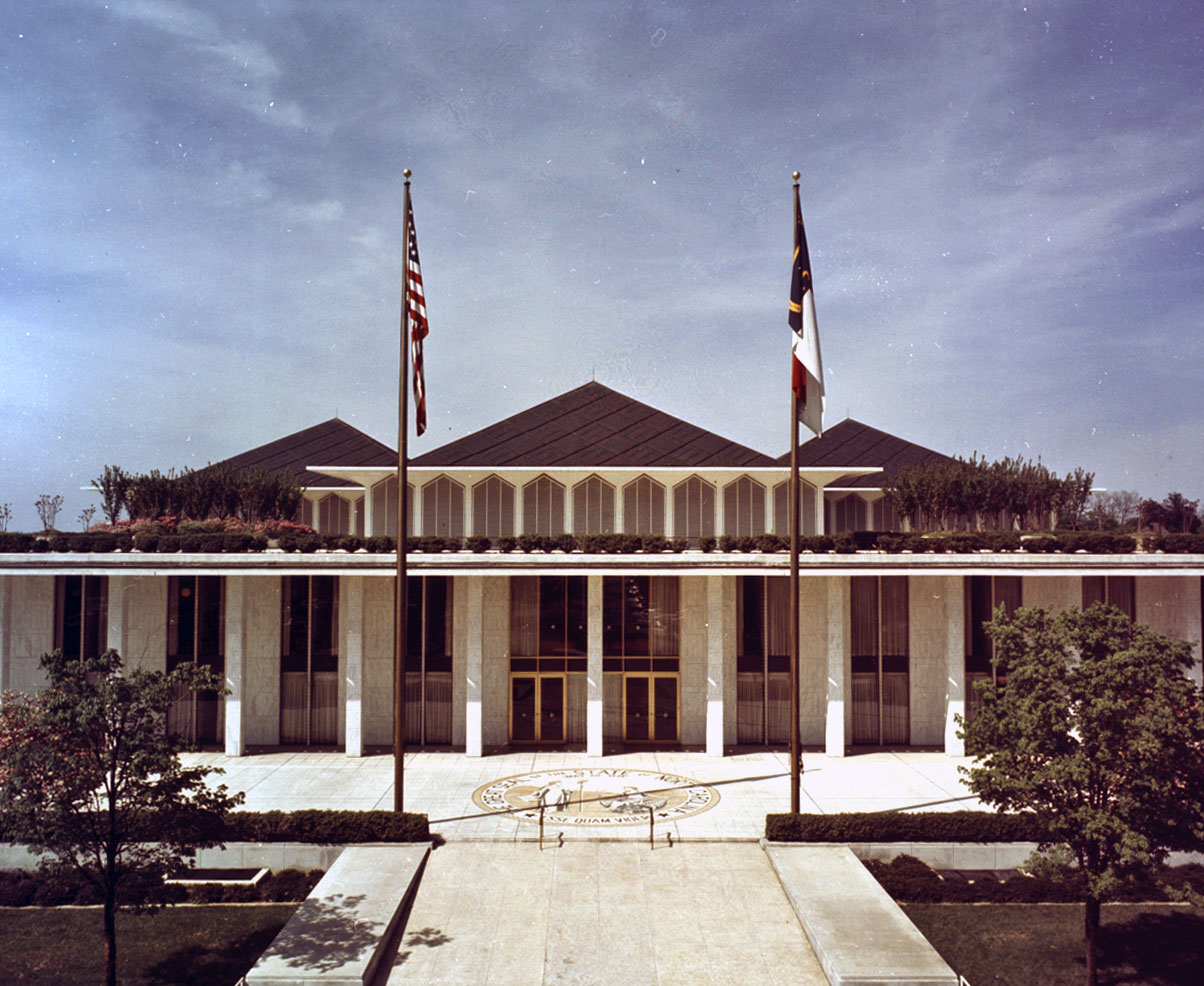
Die General Assembly tagt im North Carolina State Legislative Building

Die North Carolina General Assembly ist die State Legislature und damit die Legislative des US-Bundesstaats North Carolina und wurde durch die staatliche Verfassung 1776 geschaffen. Sie besteht aus dem Repräsentantenhaus von North Carolina, das als Unterhaus fungiert, sowie dem Senat von North Carolina als Oberhaus. Die General Assembly tagt im North Carolina State Legislative Building in Raleigh.
Das Repräsentantenhaus besteht aus 120 Mitgliedern, der Senat aus 50. Beide Kammern werden für zwei Jahre gewählt. Der Wahltag fällt mit dem des Bundeskongresses zusammen.
Wählbar sind US-Bürger, die seit mindestens einem Jahr im entsprechenden Wahlbezirk und als Kandidat für den Senat seit mindestens zwei Jahren in North Carolina leben, und die im Wählerregister eingetragen sind. Das Mindestalter beträgt 25 Jahre für den Senat, 18 Jahre für das Repräsentantenhaus.
Die National Conference of State Legislatures (NCSL) ordnet die General Assembly von North Carolina als „hybrid“ zwischen einem Vollzeit- und einem Teilzeitparlament ein. Mit einer Vergütung von 13.951 USD pro Jahr und 104 USD pro Sitzungstag (2020) liegen die Abgeordneten im unteren Bereich der Staatsparlamentarier.